# Glasen darra mellan knogen

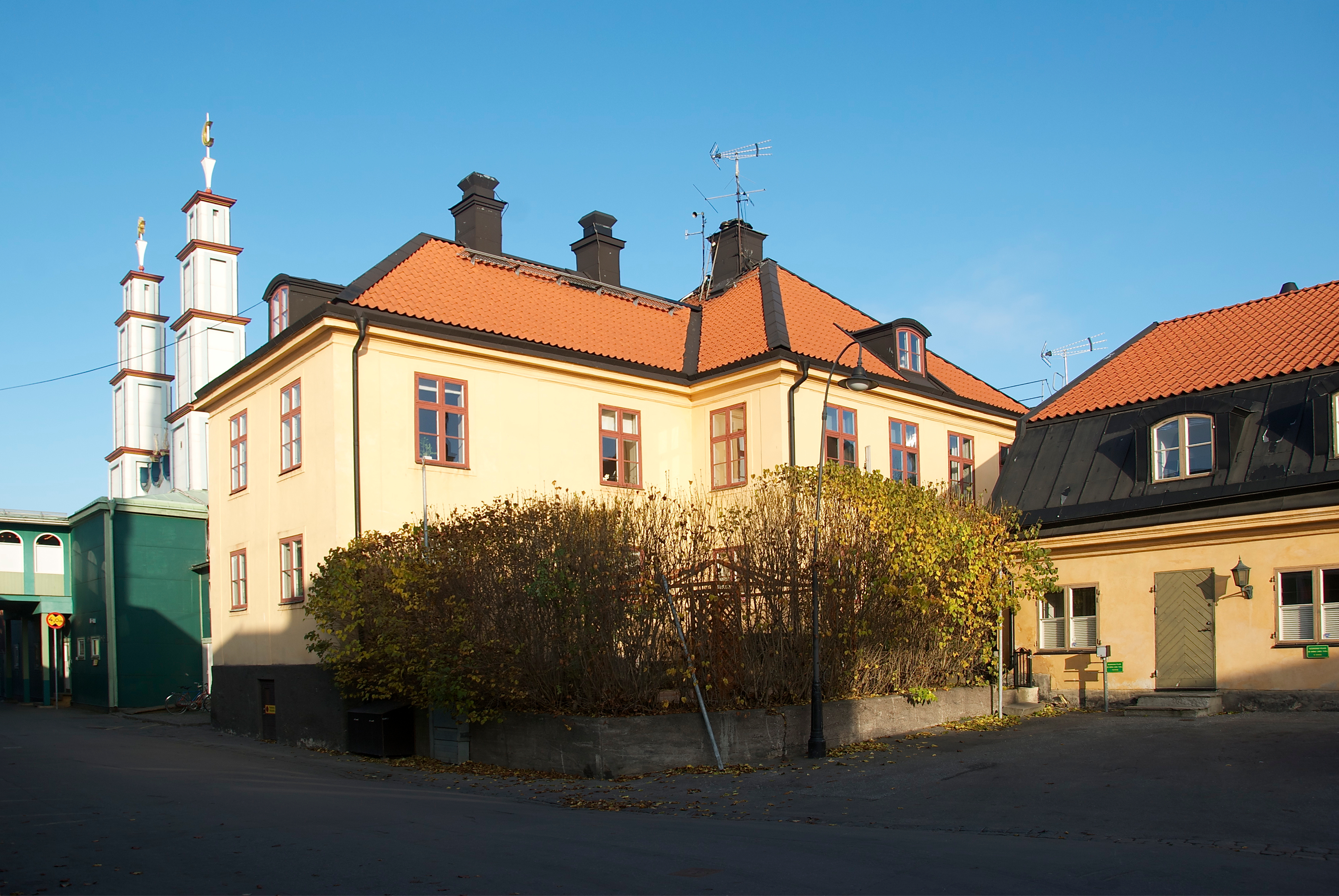
Apotekshuset, där Bellman troligen fick inspiration till och första gången framförde vad som senare blev epistel n:o 22.

Glasen darra mellan knogen, även, Fredmans Epistel n:o 22 och De dyrbaraste gåvor: Till de nybyggare på Gröna Lund, är en av Fredmans epistlar, skriven av Carl Michael Bellman före 19 maj 1770. Den utgörs av en lång, beskrivande monolog följd av en kort bordsvisa. Monologen tycks beskriva bohaget i Apotekshuset på Djurgården, där skeppsbyggaren Fredrik Henrik Chapman något tidigare flyttat in och hållit en fest där Bellman stått för underhållningen.
I Apotekshuset finns än idag en väggmålning bevarad där man ser en Venus färdas i ett sjölandskap, och där man kan se en "skönhet kasta sina pärlor", som det heter i den inledande monologen; hon tar egentligen emot dem i sin hand när en amorin häller ut dem ur ett snäckskal, men inte bättre än att flera hamnar i vattnet. Grundidén med människor som inte klarar av att hantera naturens "dyrbaraste gåvor" varieras sedan ytterligare i monologen, när den går över till att beskriva andra, kinesiska, scener, som tydligen hämtats från lackerade skåp eller andra konstföremål.
Efter att på diverse sätt visat hur naturen låter fiskar hoppa ur fångstredskap rakt in i fiskarnas famn, hur säden överglänser skördesmännen och dryckeskärl och vackra herdinnor växer på träd övergår monologen till mer bacchanaliska ting, genom att redogöra för priset på brännvin i Kina – och då med komisk ande, då billiga svenska sorter associeras med Stora mogul och den kinesiske kejsarens mottagande av utländska sändebud (gesanter).
I den efterföljande supvisan nämns utländska likörer, återigen en av naturens frukter, liksom återigen den kinesiska kejsaren. Efter den jämförelsevis rättframt höviska första strofen blir den andra mer burlesk, där kejsaren nu sitter på krogen i röd tröja och torkar glas med en "blöja" (ordet kunde vid denna tid fortfarande betyda bara 'linneduk', men hade också fått sin nuvarande betydelse), vilket gör honom till en älskansvärd fadersfigur i still med "Gubben Noach". Allt avslutas så med ytterligare en hänvisning till naturens rikedom och en skål.